# Guillos
Guillos  egy francia település Gironde megyében az Aquitania régióban. Lakosainak száma 454 fő (2022. január 1.).

## Adminisztráció
Polgármesterek:
- 2008–2014 Jean-Louis Bedout
- 2014–2020 Sylvia-Mylène Doreau

## Demográfia
| Lakosok száma | 253  | 266  | 372  | 377  | 434  | 442  | 450  | 451  | 451  | 454  |
|               | 1968 | 1982 | 1990 | 2006 | 2013 | 2015 | 2017 | 2019 | 2020 | 2022 |

## Látnivalók
- Saint-Martin templom

### Galéria

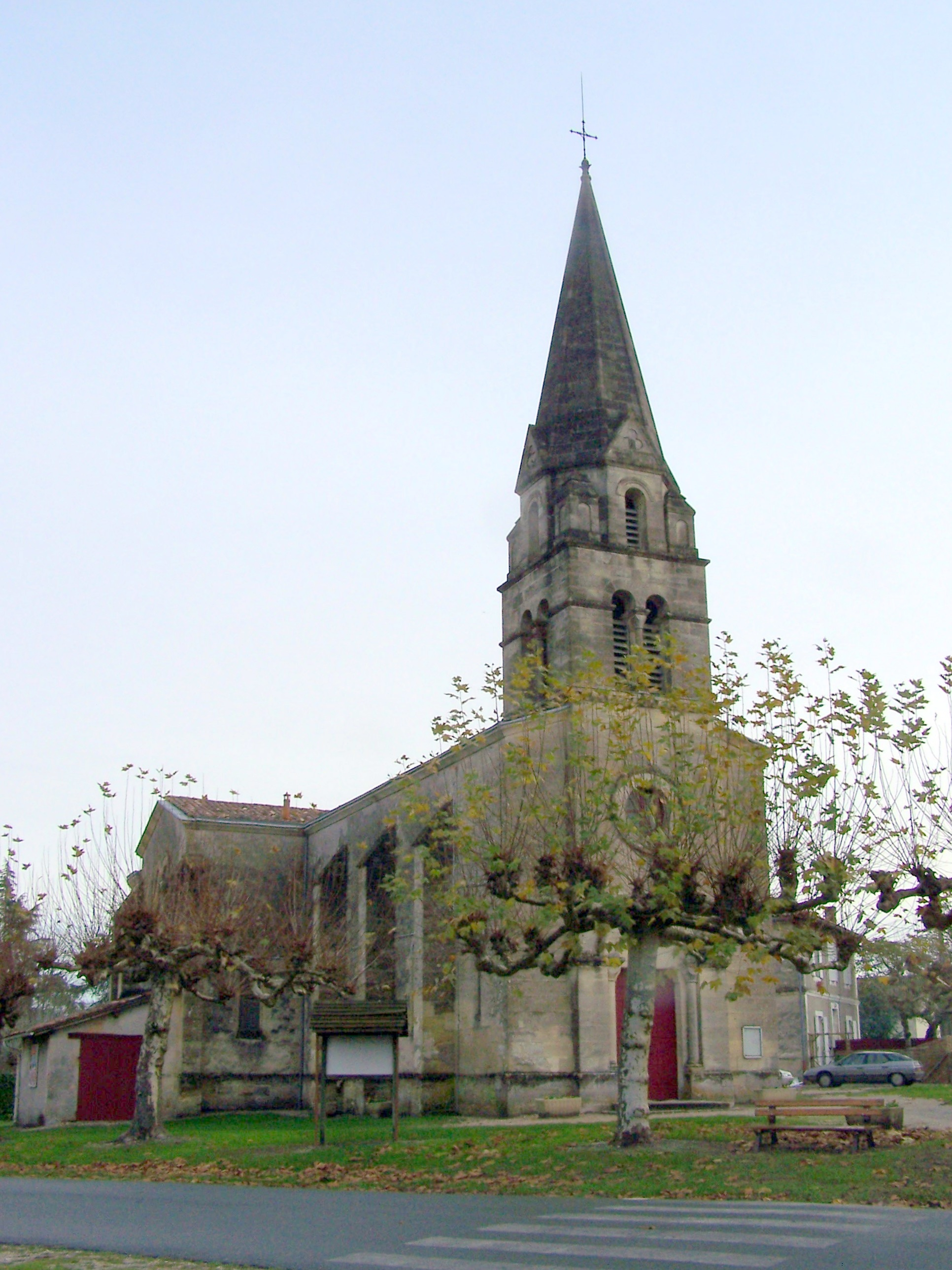
Saint-Martin templom
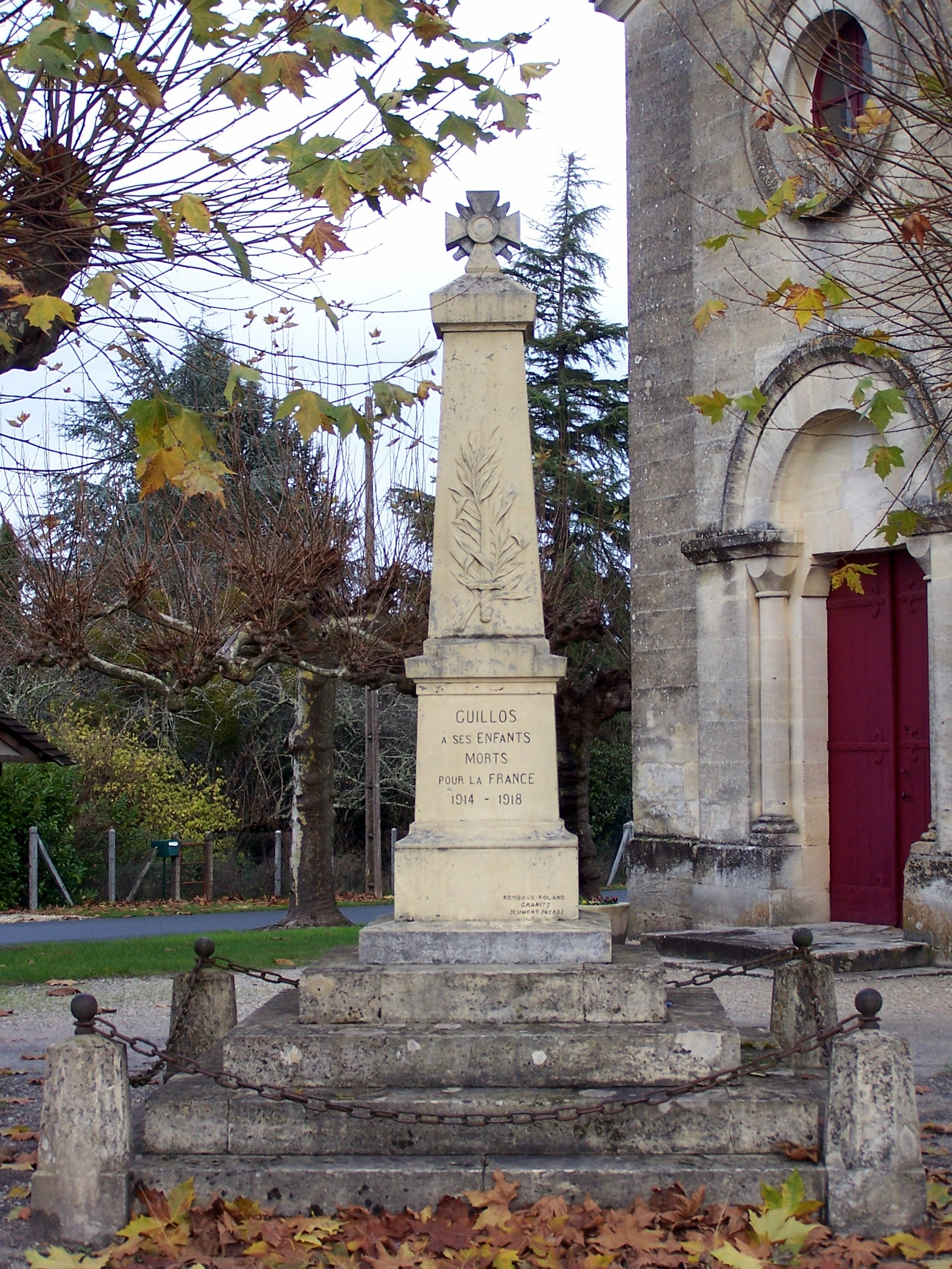
Emlékmű